# Вісті комбатанта
Вісті Комбатанта — науково-історичний журнал, що вперше побачив світ 1961 року в США, виходив друком щоквартально.

## Поява
Журнал виник внаслідок об'єднання двох друкованих видань: «Голос Комбатанта» («Об'єднання бувших вояків-українців в Америці») та «Вістей» («Братство колишніх вояків 1 Дивізії УНА»). Злиттю видань передували перемовини та зустрічі представників обох організацій.
Самі «Вісті Комбатанта» у своєму першому числі так описували цю подію:
13 травня 1961 в Українському Народному Домі в Нью-Йорку відбулось урочисте засідання Головних Управ «Об'єднання бувших вояків-українців в Америці» (ОбВУА) і «Братства колишніх вояків 1 Дивізії УНА», на якому остаточно формально здійснено попередні окремі ухвали обох тих організаційних верхівок щодо ліквідації своїх сепаратних пресових органів та спільного видавання одного українського військово-історичного журналу. Нараду проводили почергово голова Головної Управи ОбВУА д-р Володимир Ґалан і голова Головної Управи Братства 1 Дивізії, д-р Любомир Ортинський. Ніякої дискусії не було, бо обидва ці діячі ствердили одностайність попередніх постанов в цій справі. Д-р Іван Козак прочитав виготовлені раніше комісіями тексти Умови та двох Правильників, в редакційних і адміністративних справах, після чого всі наявні члени Головних Управ підписали їх. Обидва названі діячі підкреслили у своїх промовах важливість того акту на тлі тогочасного партійно-політичного і громадського розпорошення та партикуляризму. Зокрема д-р В. Ґалан згадував про свою першу зустріч з колишніми дивізійниками в таборі в Ріміні, в Італії та пізніші, наскрізь конструктивні контакти з цією молодшою генерацією українських військовиків. За підписаною умовою обидві організації зліквідували «Голос Комбатанта» і «Вісті» та приступили до видавання «Вістей Комбатанта». У нараді взяли участь д-р Володимир Ґалан, д-р І. Козак, І. Поритко, Ю. Лопатинський, Й. Вишневецький, д-р О. Утриско, Іван Кедрин-Рудницький, А. Валійський, Р. Купчинський та П. Постолюк, в особах яких були репрезентовані колишні учасники Армії УНР і УГА, та автономних клітин в рамках ОбВУА — Братства Українських Січових Стрільців і Об'єднання колишніх вояків УПА. Від Братства 1 Дивізії були присутні д-р Л. Ортинський, Є. Шипайло, І. Скіра, В. Гриньох, Я.Терлецький і Б. Артимишин. Засідання було попереджене нарадою в редакційних справах, на якій був приявний також 3. Стефанів, а д-р С. Ріпецький прислав виправдання своїй відсутності. Після нарад відбулась спільна світлина і скромна закуска.
До цієї події обидві організації йшли від 6 вересня 1959 року — коли було ухвалено спільну заяву про об'єднання зусиль у видавничій справі.

## Угода
Заключена дня 13-го травня 1961 року в Ню-Иорку, Н. Й. поміж Головною Управою Об'єднання б. Вояків Українців в Америці (ОбВУА) з одної сторони та Головною Управою Братства кол. Вояків 1 Української Дивізії Української Національної Армії з другої сторони.

Доцінюючи потребу видавання комбатантського журналу для закріплення і передачі грядучим поколінням культу і традиції збройної боротьби України за незалежну державу, — стверджуючи, що лише спільними силами, авторськими і фінансовими, українських комбатантів на еміґрації можна видавати такий журнал постійно, та ствердивши однодушну постанову проводів обидвох вищезгаданих комбатантських організацій об'єднати свої спільні зусилля для видавання одного спільного комбатантського журналу, як продовження дотогочасної видавничої діяльности тих же організацій, названі обидві Головні Управи, діючи за посередництвом своїх уповноважених представників, та спираючись на відповідні рішення тих же Головних Управ, постановляють наступне:
1. Обидві Головні Управи, припинивши видавати свої дотеперішні журнали, тобто "Голос Комбатанта ОбВУА" та „Вісті Братства кол. Вояків 1 Української Дивізії УНА", приступають, як рівнорядні партнери до спільного видавання нового українського комбатантського журналу-квартальника, що його назва звучатиме „ВІСТІ КОМБАТАНТА".
2. Для видавання цього журналу обидві Головні Управи встановлюють у порозумінні одна з одною, спільну Редакцію і Адміністрацію.
Члени цих видавничих органів відповідають за свою діяльність перед своїми дотичними Головними Управами. Відряджених до тих спільних видавничих органів своїх представників кожна Головна Управа може відкликати та замінити іншими тільки за згодою другої Головної Управи. Те саме стосується, коли будь-який член Редакції чи Адміністрації вибуває з її складу внаслідку зречення, тривалої нездатности або смерти, як також, коли приходиться настановити заступника для члена Редакції чи Адміністрації, який через тимчасову перешкоду не може виконувати своїх обов'язків. У всіх тих випадках на місце відкликаного, вибувшого або часово перешкодженого члена Редакції чи Адміністрації його наступник, чи заступник не мусить походити з тієї самої комбатантської організації, до якої належав його ж попередник на даному пості.
Позатим обидві Головні Управи схвалюють бюджет журналу, а в разі недобору покривають його шляхом дотацій — в основі по половині. Евентуальні прибутки з журналу будуть розділені також по половині, або пропорційно до висоти дотацій, що її вплатила дотична організація.
3. Журнал „Вісті Комбатанта" має бути загально-українським комбатантським періодиком і, як такий, не може заторкувати ніяких партійно-політичних справ. Зокрема не можна на його сторінках пропагувати, поширювати, одобрювати ані опрокидувати політичні позиції будь-якого чи будь-якої з існуючих на еміґрації українських середовищ, центрів, партій чи груп. За дописи і звідомлення, що будуть поміщувані на сторінках журналу, відведених для внутрішніх справ, як хроніка подій, звідомлення з діяльности та інших організаційних справ ОбВУА, Братства кол. Вояків 1 УД чи інших комбатантських організацій, які матимуть у журналі свої рубрики, несуть відповідальність виключно проводи організацій, які їх подають.
4. Працю Редакції й Адміністрації, включно до встановлення компетенцій відповідальних редакторів нормує окремий правильник, що є долучений до цієї умови, як її невід'ємна частина.
5. Оця умова стає правосильною з днем її підписання обидвома договірними сторонами.
6. Розв'язання цієї умови настає на вимогу одного з контрагентів, яку слід подати другому контрагентові на письмі не пізніше чотирьох місяців наперед.
7. Оцю умову списується та підписується в двох рівнозвучних примірниках, які вважаються рівновартними первописами.

У Ню-Йорку, дня 13-го травня 1961 р.
За Головну Управу Об'єднання бувших Вояків Українців в Америці:
Д-р Володимир Ґалан, Д-р Іван Козак, Юрій Лопатинський, Іван Поритко, Йоахим Вишневецький, Іван Кедрин-Рудницький, Д-р Осип Утриско.
За Головну Управу Братства 1 Української Дивізії Української Національної Армії:
Д-р Любомир О. Ортинський, Євген Шипайло, Інж. Іван Скіра, Володимир Гриньох, Інж. Ярослав Терлецький, Кирило Григорович.